# Ryder Cup 1989
Navigation
1987 1991
La Ryder Cup 1989, vingt-huitième édition de la compétition, a lieu du 22 septembre au 24 septembre 1989, au Belfry Golf & Country Club (en) situé à Sutton Coldfield, en Angleterre.
Pour la seconde fois dans l'histoire de la Ryder Cup, l'édition se termine sur un match nul, 14 à 14, mais comme l’Europe avait remportée la précédente édition, l'équipe européenne conserve le trophée.
C'est la première fois que la compétition est retransmise en direct aux États-Unis. C'est la chaine du câble USA Network grâce à un flux vidéo fourni par la BBC qui retransmet les matches.

## Organisation

### Parcours
Cette édition a lieu sur le site de The Belfry Golf & Country Club (en). La longueur du parcours est de 7 176 yards ou 6 561 mètres en 72 coups.
C'est la seconde fois qu'il accueille la compétition. La précédente avait eu lieu en 1985.
| Aller | Aller | Aller                     | Retour | Retour | Retour                    |
| N°    | Par   | Distance (yards / mètres) | N°     | Par    | Distance (yards / mètres) |
| ----- | ----- | ------------------------- | ------ | ------ | ------------------------- |
| 1     | 4     | 418 / 382                 | 10     | 4      | 275 / 252                 |
| 2     | 4     | 349 / 319                 | 11     | 4      | 420 / 384                 |
| 3     | 4     | 465 / 425                 | 12     | 3      | 235 / 215                 |
| 4     | 5     | 579 / 529                 | 13     | 4      | 394 / 360                 |
| 5     | 4     | 399 / 365                 | 14     | 3      | 194 / 177                 |
| 6     | 4     | 396 / 362                 | 15     | 5      | 550 / 503                 |
| 7     | 3     | 183 / 167                 | 16     | 4      | 410 / 375                 |
| 8     | 4     | 460 / 421                 | 17     | 5      | 575 / 526                 |
| 9     | 4     | 400 / 366                 | 18     | 4      | 474 / 433                 |
| Aller | 36    | 3 649 / 3 336             | Retour | 36     | 3 527 / 3 225             |

## Équipes
Le principe de la sélection de l’équipe européenne est le même que lors des deux dernières éditions. Neuf joueurs sont sélectionnés en fonction de leur classement dans la liste des gains durant l'European Tour de 1989, qui se clôture juste après l'Open d’Allemagne du 27 août. Les trois autres, les choix du capitaine Tony Jacklin, sont sélectionnés juste après ce tournoi.
Avant le début du tournoi, Philip Walton se positionne à la 9e place des qualifications et José M Canizares (en) à la 10e place. Cañizares termine à la 5e place du tournoi, ce qui lui offre la dernière place qualificative. Walton, termine à la 11e place et Bernhard Langer termine à la 10e place. Les choix du capitaine étaient Bernard Langer, Christy O'Connor Jr et Howard Clark. Sandy Lyle, vainqueur du Master 1988, avait déjà annoncé au capitaine Tony Jacklin qu'il ne souhaitait pas être pris dans la sélection des 12
Comme lors de l'édition précédente, dix joueurs américains sont sélectionnés à partir d'une liste de points. Les deux derniers qualifiés sont T.Watson et L.Wadkins (en) ; ce sont les deux choix du capitaine Raymond Floyd,
| Europe                    | Europe                              | États-Unis         | États-Unis                          |
| ------------------------- | ----------------------------------- | ------------------ | ----------------------------------- |
|                           |                                     |                    |                                     |
| Capitaines                |                                     |                    |                                     |
| Tony Jacklin              | Tony Jacklin                        | Raymond Floyd      | Raymond Floyd                       |
| Joueur                    | Note                                | Joueur             | Note                                |
| Severiano Ballesteros     | 5e participation                    | Paul Azinger       | débutant                            |
| Gordon J. Brand (en)      | 2e participation                    | Chip Beck (en)     | débutant                            |
| José Maria Canizares (en) | 4e participation                    | Mark Calcavecchia  | 2e participation                    |
| Howard Clark              | Choix du capitaine 5e participation | Fred Couples       | débutant                            |
| Nick Faldo                | 7e participation                    | Ken Green          | débutant                            |
| Mark James                | 4e participation                    | Tom Kite           | 6e participation                    |
| Bernhard Langer           | Choix du capitaine 4e participation | Mark McCumber (en) | débutant                            |
| Christy O’Connor Jr. (en) | Choix du capitaine 2e participation | Mark O'Meara       | 2e participation                    |
| José Maria Olazábal       | 2e participation                    | Payne Stewart      | 2e participation                    |
| Ronan Rafferty (en)       | débutant                            | Curtis Strange     | 4e participation                    |
| Sam Torrance              | 5e participation                    | Lanny Wadkins (en) | Choix du capitaine 6e participation |
| Ian Woosnam               | 4e participation                    | T.Watson           | Choix du capitaine 4e participation |

## Compétition
La Ryder Cup est une compétition de match-play par équipes. Chaque match rapportant 1 point. Le format de cette édition, est la suivante :
- Première journée (vendredi) : 4 matchs en foursomes et 4 matchs en fourballs
- Deuxième journée (samedi) : 4 matchs en foursomes et 4 matchs en fourballs
- Troisième journée (dimanche) : 12 matchs individuels

Foursomes : Dans ce format, par équipe de deux joueurs, les deux golfeurs d'une équipe jouent la même balle à tour de rôle. L’un des joueurs commence les départs pairs et l’autre les impairs. Si l'équipe européenne et l'équipe américaine sont à égalité, les deux équipes partagent le trou.

Fourballs : Dans ce format, par équipe de deux joueurs, tous les golfeurs jouent leurs balles et le golfeur qui réalise le meilleur score du trou donne un point à son équipe. Si le meilleur joueur européen et le meilleur joueur américain sont à égalité, les deux équipes partagent le trou.
Avec un total de 28 points, 14½ points sont nécessaires pour remporter la Coupe, tandis que 14 points suffisent pour que le champion en titre conserve la Coupe.

### Première journée
Vendredi 22 septembre 1989 - Matin
| Europe                                    | Résultats           | États-Unis                       |
| ----------------------------------------- | ------------------- | -------------------------------- |
| Nick Faldo Ian Woosnam                    | Égalité             | Tom Kite Curtis Strange          |
| Howard Clark Mark James                   | États-Unis : 1 up   | Lanny Wadkins (en) Payne Stewart |
| Severiano Ballesteros José Maria Olazábal | Égalité             | Tom Watson Chip Beck (en)        |
| Bernhard Langer Ronan Rafferty (en)       | États-Unis : 2 et 1 | Mark Calcavecchia Ken Green      |
| 1                                         | Session             | 3                                |
| 1                                         | Au général          | 3                                |

Vendredi 22 septembre 1989 - Après-midi
| Europe                                    | Résultats       | États-Unis                           |
| ----------------------------------------- | --------------- | ------------------------------------ |
| Sam Torrance Gordon J. Brand (en)         | Europe : 1 up   | Curtis Strange Paul Azinger          |
| Howard Clark Mark James                   | Europe : 3 et 2 | Lanny Wadkins (en) Fred Couples      |
| Nick Faldo Ian Woosnam                    | Europe : 2 up   | Mark Calcavecchia Mark McCumber (en) |
| Severiano Ballesteros José Maria Olazábal | Europe : 6 et 5 | Tom Watson Mark O'Meara              |
| 4                                         | Session         | 0                                    |
| 5                                         | Au général      | 3                                    |

### Deuxième journée
Samedi 23 septembre 1989 - Matin
| Europe                                        | Résultats           | États-Unis                       |
| --------------------------------------------- | ------------------- | -------------------------------- |
| Nick Faldo Ian Woosnam                        | Europe : 3 et 2     | Lanny Wadkins (en) Payne Stewart |
| Gordon J. Brand (en) Sam Torrance             | États-Unis : 4 et 3 | Paul Azinger Chip Beck (en)      |
| Ronan Rafferty (en) Christy O’Connor Jr. (en) | États-Unis : 3 et 2 | Mark Calcavecchia Ken Green      |
| Severiano Ballesteros José Maria Olazábal     | Europe : 1 up       | Curtis Strange Tom Kite          |
| 2                                             | Session             | 2                                |
| 7                                             | Au général          | 5                                |

Samedi 23 septembre 1989 - Après-midi
| Europe                                    | Résultats           | États-Unis                   |
| ----------------------------------------- | ------------------- | ---------------------------- |
| Nick Faldo Ian Woosnam                    | États-Unis : 2 et 1 | Paul Azinger Chip Beck (en)  |
| Bernhard Langer José M Canizares (en)     | États-Unis : 2 et 1 | Tom Kite Mark McCumber (en)  |
| Howard Clark Mark James                   | Europe : 1 up       | Curtis Strange Payne Stewart |
| Severiano Ballesteros José Maria Olazábal | Europe : 4 et 2     | Mark Calcavecchia Ken Green  |
| 2                                         | Session             | 2                            |
| 9                                         | Au général          | 7                            |

### Troisième journée
Dimanche 24 septembre 1989 - Après-midi
| Europe                    | Résultats           | États-Unis         |
| ------------------------- | ------------------- | ------------------ |
| Severiano Ballesteros     | États-Unis : 1 up   | Paul Azinger       |
| Bernhard Langer           | États-Unis : 3 et 1 | Chip Beck (en)     |
| José Maria Olazábal       | Europe : 1 up       | Payne Stewart      |
| Ronan Rafferty (en)       | Europe : 1 up       | Mark Calcavecchia  |
| Howard Clark              | États-Unis : 8 et 7 | Tom Kite           |
| Mark James                | Europe : 3 et 2     | Mark O'Meara       |
| Christy O’Connor Jr. (en) | Europe : 1 up       | Fred Couples       |
| José M Canizares (en)     | Europe : 1 up       | Ken Green          |
| Gordon J. Brand (en)      | États-Unis : 1 up   | Mark McCumber (en) |
| Sam Torrance              | États-Unis : 3 et 1 | Tom Watson         |
| Nick Faldo                | États-Unis : 1 up   | Lanny Wadkins (en) |
| Ian Woosnam               | États-Unis : 2 up   | Curtis Strange     |
| 5                         | Session             | 7                  |
| 14                        | Au général          | 14                 |

## Statistiques des joueurs
| Europe                    | Europe                   | Europe           | Europe        | Europe           | États-Unis         | États-Unis            | États-Unis       | États-Unis    | États-Unis       |
| Joueur                    | Nombre d'éditions        | Avant 1989 V-D-N | En 1989 V-D-N | Après 1989 V-D-N | Joueur             | Nombre d'éditions     | Avant 1989 V-D-N | En 1989 V-D-N | Après 1989 V-D-N |
| ------------------------- | ------------------------ | ---------------- | ------------- | ---------------- | ------------------ | --------------------- | ---------------- | ------------- | ---------------- |
| Severiano Ballesteros     | 5 1979-83-85-87-89       | 10-7-3           | 3-1-1         | 13-8-4           | Paul Azinger       | 1 1989                | Aucun            | 3-1-0         | 3-1-0            |
| Gordon J. Brand (en)      | 2 1987-89                | 1-2-1            | 1-2-0         | 2-4-1            | Chip Beck (en)     | 1 1989                | Aucun            | 3-1-0         | 3-1-0            |
| José M Canizares (en)     | 4 1981-83-85-89          | 3-3-2            | 1-1-0         | 4-4-2            | Mark Calcavecchia  | 2 1987-89             | 1-1-0            | 2-3-0         | 3-4-0            |
| Howard Clark              | 5 1977-81-85-87-89       | 4-4-1            | 2-2-0         | 6-6-1            | Fred Couples       | 1 1989                | Aucun            | 0-2-0         | 0-2-0            |
| Nick Faldo                | 7 1977-79-81-83-85 87-89 | 14-7-1           | 2-2-1         | 16-9-2           | Ken Green          | 1 1989                | Aucun            | 2-2-0         | 2-2-0            |
| Mark James                | 4 1977-79-81-89          | 2-7-1            | 3-1-0         | 5-8-1            | Tom Kite           | 6 1979-81-83-85-87 89 | 16-7-4           | 2-1-1         | 18-8-5           |
| Bernhard Langer           | 4 1981-83-85-87-89       | 10-5-1           | 0-3-0         | 10-5-1           | Mark McCumber (en) | 1 1989                | Aucun            | 2-1-0         | 2-1-0            |
| Christy O’Connor Jr. (en) | 2 1975-89                | 0-2-0            | 1-1-0         | 1-3-0            | Mark O'Meara       | 2 1985-89             | 1-2-0            | 0-2-0         | 1-4-0            |
| José Maria Olazábal       | 2 1987-89                | 3-2-0            | 4-0-1         | 7-2-1            | Payne Stewart      | 2 1987-89             | 2-2-0            | 1-3-1         | 3-5-1            |
| Ronan Rafferty (en)       | 1 1989                   | Aucun            | 1-2-0         | 1-2-0            | Curtis Strange     | 4 1983-85-87-89       | 5-5-1            | 1-3-1         | 6-8-2            |
| Sam Torrance              | 5 1981-83-85-87-89       | 3-6-1            | 1-2-0         | 4-8-1            | Lanny Wadkins (en) | 6 1977-79-83-85-87 89 | 13-7-1           | 2-2-0         | 15-9-1           |
| Ian Woosnam               | 4 1983-85-87-89          | 5-5-1            | 2-2-1         | 7-7-2            | T.Watson           | 4 1977-81-83-89       | 9-3-0            | 1-1-1         | 10-4-1           |